# Minh Đức, Việt Yên
Minh Đức là một xã thuộc thị xã Việt Yên, tỉnh Bắc Giang, Việt Nam.

## Địa lý
Xã Minh Đức có vị trí địa lý:
- Phía đông giáp xã Nghĩa Trung
- Phía tây giáp xã Thượng Lan
- Phía nam giáp phường Bích Động
- Phía bắc giáp huyện Tân Yên.

Xã Minh Đức có diện tích 18,46 km², dân số năm 2022 là 14.913 người, mật độ dân số đạt 808 người/km².

## Lịch sử
Ngày 2 tháng 5 năm 1949, Ủy ban kháng chiến hành chính Liên khu I ban hành Quyết định số 223/QĐ-UB về việc hợp nhất xã Cai Vàng và xã Mỏ Ngân thành xã Minh Đức.
Ngày 13 tháng 12 năm 2023, Ủy ban Thường vụ Quốc hội ban hành Nghị quyết số 938/NQ-UBTVQH15 về việc thành lập thị xã Việt Yên (nghị quyết có hiệu lực từ ngày 1 tháng 2 năm 2024). Theo đó, xã Minh Đức thuộc thị xã Việt Yên.